# Timation

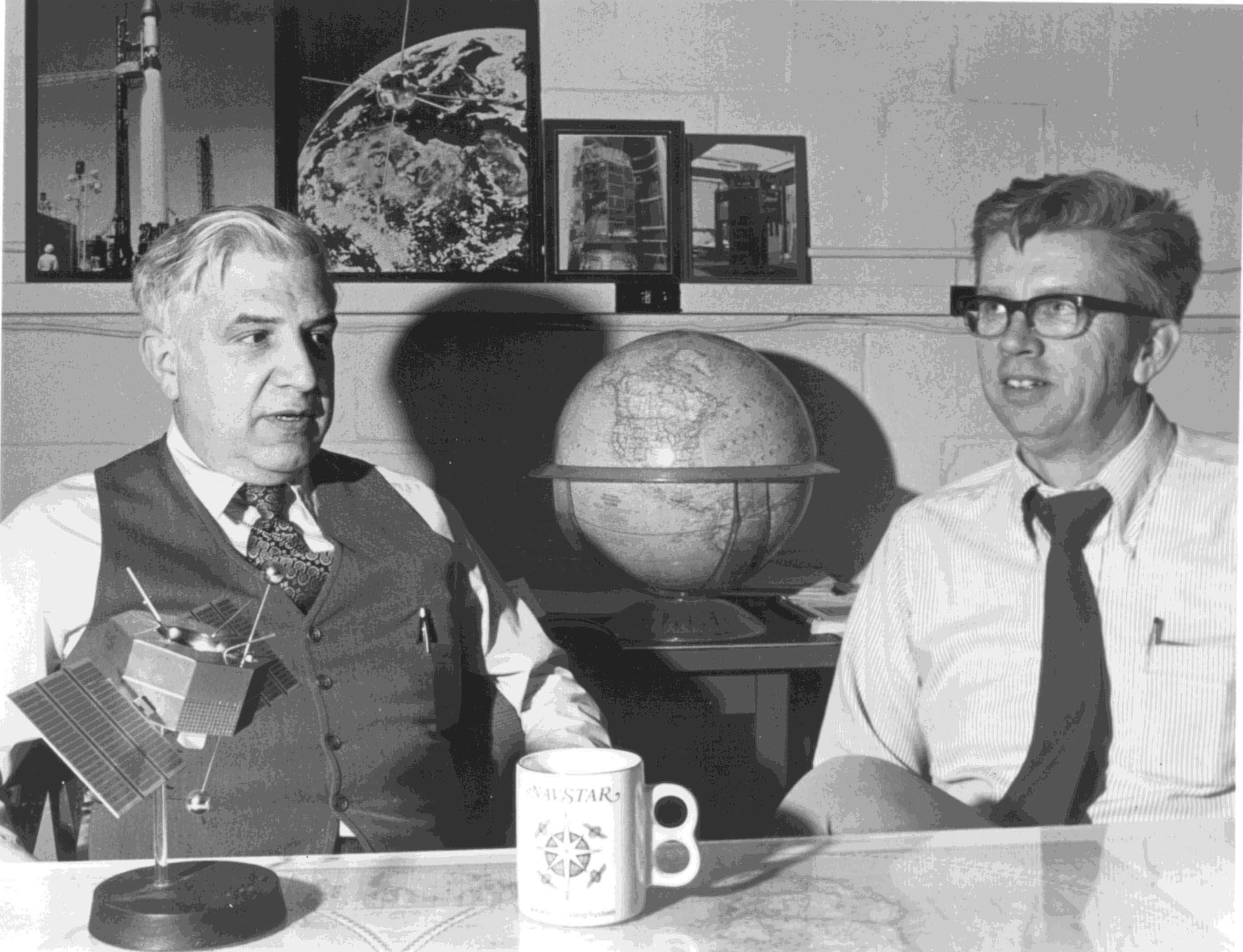
Los directores del programa Timation del Laboratorio de Investigación Naval: Roger L. Easton (izquierda) y Al Bartholemew (derecha)

Los satélites Timation fueron concebidos, desarrollados y lanzados por el Laboratorio de Investigación Naval en Washington D. C. a comienzos de 1964. El concepto de Timation se basaba al retransmitir una referencia de tiempo exacta para su uso por los receptores terrestres. El 31 de mayo de 1967 fue lanzado el satélite Timation-1 . Este fue seguido por el lanzamiento del satélite Timation-2 el 1969. Los resultados de este programa y Proyecto de la Fuerza Aérea 621B formaron la base para el Sistema de Posicionamiento Global (GPS). La contribución de la Armada al programa GPS siguió centrada en conseguir relojes cada vez más precisos.
Hay una conexión histórica entre la conservación de la hora exacta, la navegación y la Armada. En 1714 el gobierno británico aprobó la Ley de longitud (véase Premio longitud ) para crear un incentivo para resolver el problema de la navegación marítima. La solución, desarrollada por John Harrison, fue un reloj cuidadoso que podía conservar la hora local de Greenwich, hora de Inglaterra. Hasta hoy la hora GMT (Greenwich Mean Time) es la hora de referencia en el planeta y, en los Estados Unidos, la hora oficial para el Departamento de Defensa se mantiene por la Marina de los Estados Unidos al Observatorio Naval de los Estados Unidos en Washington, Miérc. Esta se mantiene en sincronía con la hora de referencia oficial civil mantenida por el NIST y contribuye a la Hora Atómica Internacional.